# Amplificador óptico
En fibra óptica, un amplificador óptico es un dispositivo que amplifica una señal óptica directamente, sin necesidad de convertir la señal al dominio eléctrico, amplificar en eléctrico y volver a pasar a óptico.

## Amplificadores de fibra dopada
Amplificadores en fibra son amplificadores ópticos que usan fibra dopada, normalmente con tierras raras. Estos amplificadores necesitan de un bombeo externo con un láser de onda continua a una frecuencia óptica ligeramente superior a la que amplifican. Típicamente, las longitudes de onda de bombeo son 980 nm o 1480 nm y para obtener los mejores resultados en cuanto a ruido se refiere, debe realizarse en la misma dirección que la señal.
Un amplificador óptico es capaz de amplificar un conjunto de longitudes de onda (WDM, wavelength division multiplexing).

### Amplificador de fibra dopada conerbio(EDFA)

Diagrama esquemático de un amplificador de fibra dopada.

El amplificador de fibra dopada más común es el EDFA (del inglés, Erbium Doped Fiber Amplifier) que se basa en el dopaje con erbio de una fibra óptica.
Algunas características típicas de los EDFA comerciales son:
- Frecuencia de operación: bandas C y L (aproximadamente de 1530 a 1625 nm).
  - Para el funcionamiento en banda S (por debajo de 1480 nm) son necesarios otros dopantes.
- Bajo factor de ruido (típicamente entre 3-6 dB).
- Ganancia entre (15-40 dB).
- Baja sensibilidad al estado de polarización de la luz de entrada.
- Máxima potencia de salida: 14-25 dBm.
- Ganancia interna: 25-50 dB.
- Variación de la ganancia: +/- 0,5 dB.
- Longitud de fibra dopada: 10-60 m para EDFAs de banda C y 50-300 m para los de banda L.
- Número de láseres de bombeo: 1-6.
- Longitud de onda de bombeo: 980 nm o 1480 nm.
- Ruido predominante: ASE (Amplified Spontaneous Emission).

El ruido ASE generado a la salida de un amplificador de este tipo se puede calcular como:
{\displaystyle P_{ASE}=2n_{sp}(G-1)hf\cdot B_{0}}
donde, {\displaystyle n_{sp}} es el factor de emisión espontánea, {\displaystyle G} es la ganancia
del amplificador y {\displaystyle B_{0}} es el ancho de banda óptico del amplificador.
Las principales ventajas que presentan estos dispositivos son:
- El material dopante, en este caso el erbio, hace que el sistema presente una curva de ganancia muy amplia, con lo que el rango de longitudes de onda amplificadas es considerablemente grande. En concreto, estos dispositivos funcionan entre 1530 y 1565 nm (aprox.), es decir, amplifican luz en la 3ª ventana de transmisión de las fibras de sílice.
- La amplificación se produce en la propia fibra óptica, con lo que no hay apenas pérdidas de inserción.

Y sus más destacados inconvenientes son:
- La complejidad del bombeo que requiere de un acoplador, un demultiplexor en longitud de onda y de un láser semiconductor de potencia elevada.
- La presencia de emisión espontánea inevitable, que puede considerarse un tipo de ruido que se suma a la señal. Esta emisión espontánea es amplificada, dando lugar al conocido como ruido ASE (Amplified Spontenous Emisión) del amplificador.

## Amplificador óptico de semiconductor (Semiconductor optical amplifier, SOA)
Los amplificadores ópticos de semiconductor tienen una estructura similar a un láser Fabry-Perot salvo por la presencia de un antireflectante en los extremos. El antireflectante incluye un recubrimiento antirreflejos y una guía de onda cortada en ángulo para evitar que la estructura se comporte como un láser. A diferencia de otros amplificadores ópticos tiene un medio activo constituido por un material semiconductor y un sistema de bombeo. 
Las señales de entrada y salida involucradas en estos dispositivos son señales ópticas que viajan directamente de la fibra al amplificador óptico, únicamente haciendo uso de acopladores si hiciesen falta. 
La amplificación de estas señales se realiza por inversión de población a través de una fuente de bombeo, en este caso por inyección de corriente eléctrica. Con esto se consigue que esté más poblada la banda de conducción que la de valencia, logrando así una transmisiones desde esta banda de conducción a la de valencia para obtener la emisión estimulada, que básicamente es que se genera un nuevo fotón con la misma frecuencia y fase del fotón que inició el proceso y, al ocurrir eso tendremos dos fotones idénticos, pues el primer fotón no se extingue, logrando así la amplificación de la señal.
El amplificador óptico de semiconductor suele ser de pequeño tamaño y el bombeo se implementa de forma eléctrica. Podría ser menos caro que un EDFA y puede ser integrado con otros dispositivos (láseres, moduladores...).
Sin embargo, en la actualidad, las prestaciones no son tan buenas como las que presentan los EDFAs. Los SOAs presentan mayor factor de ruido, menos ganancia, sensibilidad a la polarización, son muy alineales cuando se operan a elevadas velocidades...
Su elevada no linealidad hacen atractivos los SOAs para aplicaciones de procesado como la conmutación todo óptica o la conversión de longitud de onda. También se está estudiando su uso para implementar puertas lógicas.
Para alta potencia de salida, se utilizan amplificadores ópticos con estructura cónica. El rango de longitud de onda es de 633 nm a 1480 nm.

## Amplificadores Raman
Estos dispositivos se basan en amplificar la señal óptica mediante el efecto Raman. A diferencia de los EDFAs y de los SOAs, los amplificadores Raman se basan en una interacción no lineal entre la señal óptica y la señal de bombeo de alta potencia. De esta forma, la fibra convencional ya instalada puede ser usada como medio con ganancia para la amplificación Raman. Sin embargo, es mejor emplear fibras especialmente diseñadas (fibra altamente no lineal) en las que se introducen dopantes y se reduce el núcleo de la fibra para incrementar su no linealidad.
La señal de bombeo se puede acoplar a la fibra tanto en la misma dirección en la que se transmite la señal (bombeo codireccional) o en el sentido contrario (bombeo contradireccional). Es más habitual el bombeo contradireccional para evitar la amplificación de las componentes no lineales.
El máximo de ganancia se consigue 13 THz (unos 100 nm) por debajo de la longitud de onda de bombeo.
Para obtener una buena amplificación es necesario usar potencias de bombeo elevadas (de hasta 1 W y hasta 1,2 W para amplificación en banda L en fibra monomodo estándar). Normalmente se emplean más de dos diodos de bombeo. El nivel de ruido que se obtiene es bajo especialmente cuando se usa junto con EDFAs.
Los amplificadores Raman se utilizan en configuraciones de contra-propagación, la mayor parte de la amplificación se concentra al final del trayecto, por lo cual evitan superar el umbral de efectos no lineales, la amplificación Raman reduce la emisión de ruido de los EDFA lo cual es ideal para los sistemas de amplificación híbridos EDFA/RAMAN, la desventaja es que requieren demasiada potencia de bombeo.